# Zakos w Jastrzębiej
Zakos w Jastrzębiej – jaskinia w Dolinie Kobylańskiej. Administracyjnie znajduje się w obrębie wsi Karniowice, w gminie Zabierzów w powiecie krakowskim, w województwie małopolskim. Pod względem geograficznym jest to obszar Wyżyny Olkuskiej wchodzący w skład Wyżyny Krakowsko-Częstochowskiej.

## Opis obiektu
Otwór tego obiektu skalnego znajduje się na wysokości 6 m w „Księżycowym kominku” między Jastrzębią Turnią i Szeroką Turnią w grupie skał, które wspinacze skalni nazywają Grupą nad Źródełkiem. Przez otwór ten prowadzi droga wspinaczkowa o trudności III w skali tatrzańskiej. Za otworem jest korytarzyk z zaciskiem, za którym po 2 m znajduje się szczelina wychodząca na powierzchnię skały. Jest za ciasna dla człowieka.
Obiekt powstał w wapieniach górnej jury. Nacieków brak, spąg pokryty skalnym gruzem i zwietrzeliną. Jest w całości oświetlony i zależny od czynników środowiska zewnętrznego. Na jego ścianach rosną glony i występują pająki.
Obiekt po raz pierwszy opisany przez J. Nowaka w maju 2003 roku. On też sporządził jego aktualną dokumentację i plan.

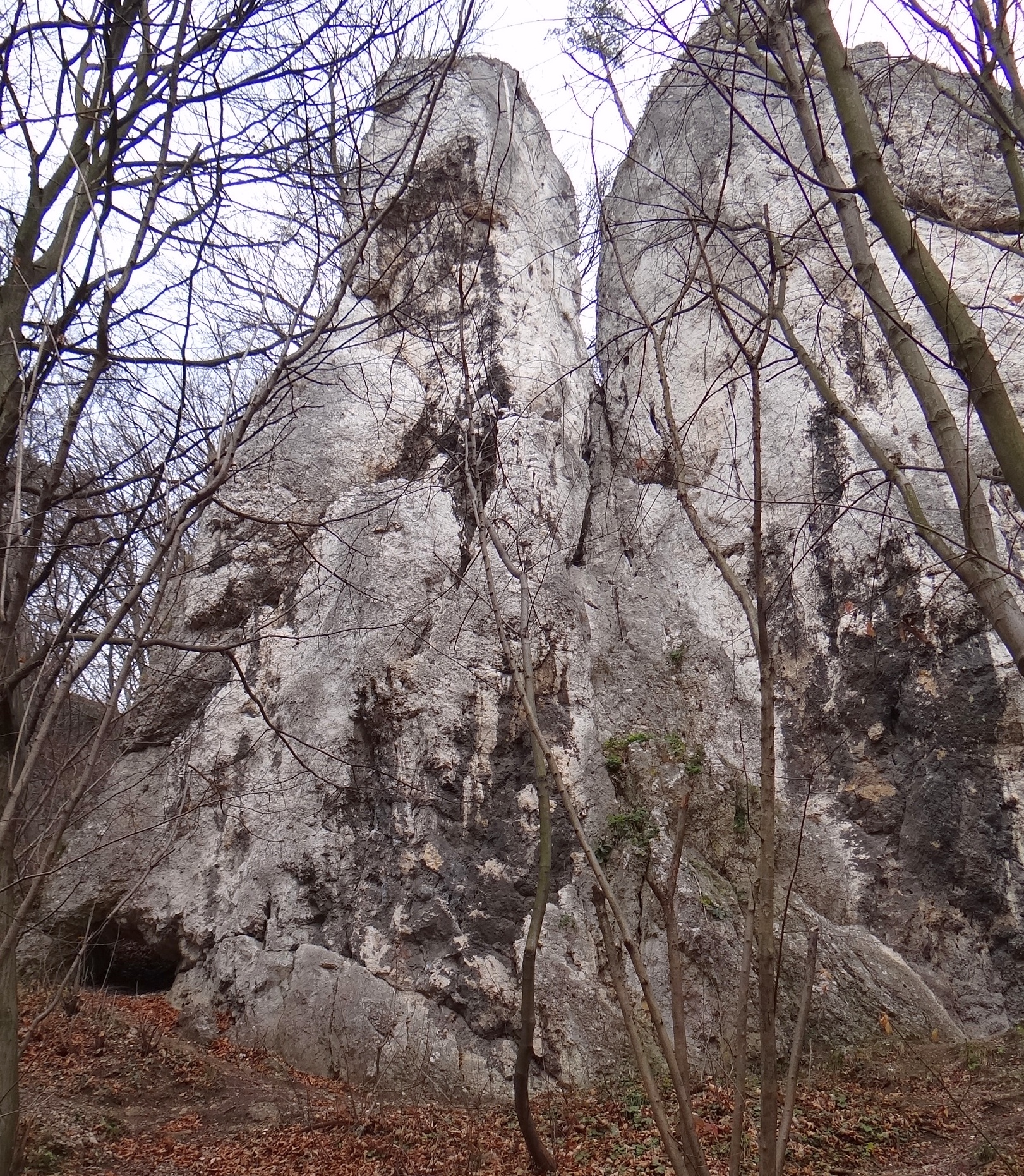
Jastrzębia Turnia (po lewej) i Szeroka Turnia
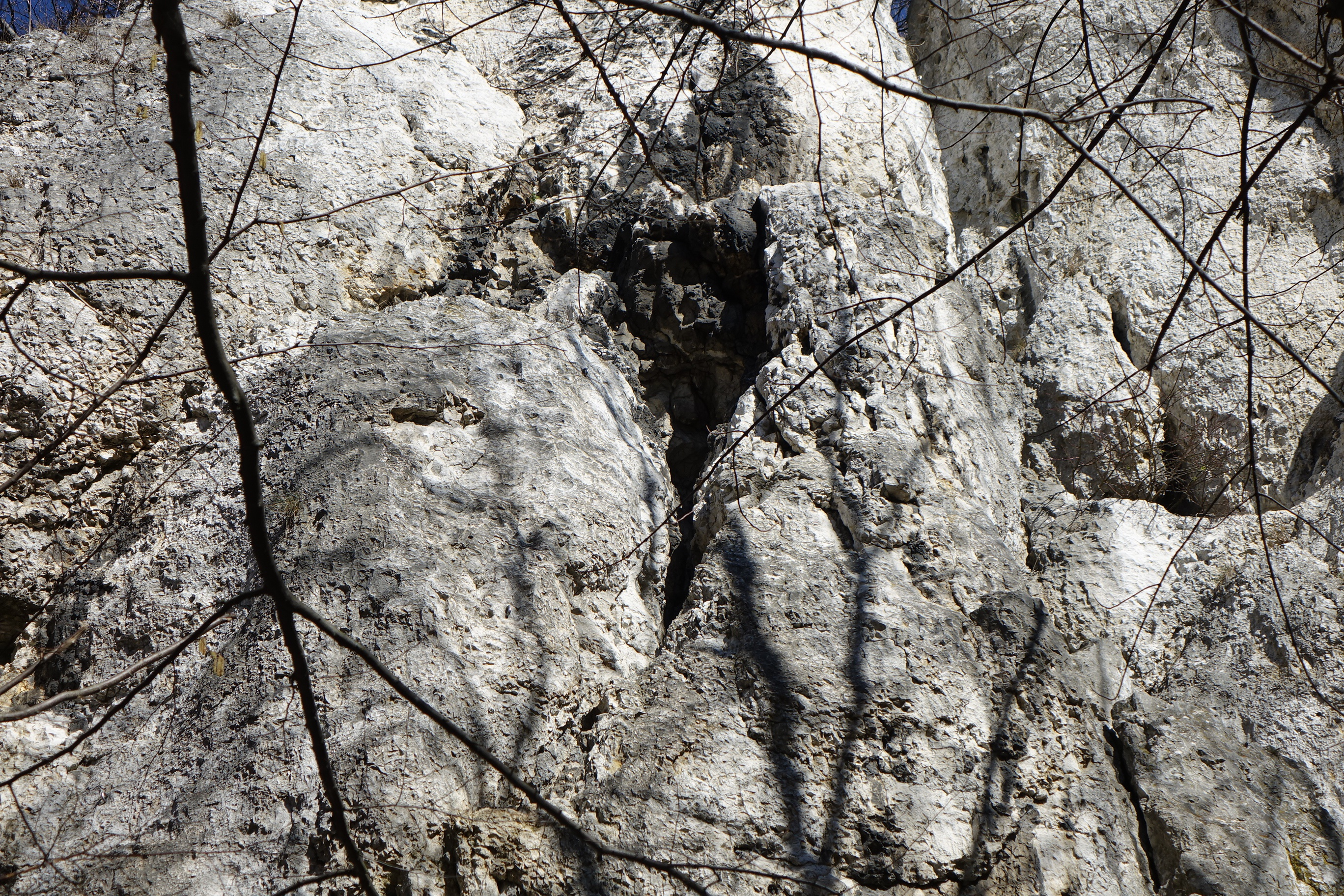
Otwór

W Jastrzębiej Turni znajdują się trzy jaskinie: Księżycowa Dziura, Koleba pod Jastrzębią i Zakos w Jastrzębiej.